# Inspection générale des bibliothèques
Pour les articles homonymes, voir IGB.
L’Inspection générale des bibliothèques (IGB) est un ancien service d'inspection français exerçant son activité dans le domaine des bibliothèques. Il relevait du ministère de l'Enseignement supérieur et de la Recherche mais il était aussi au service du ministère de la Culture, qui donnait son avis sur la gestion du service. Il pouvait aussi, avec l'accord des deux ministres dont il dépend, intervenir dans d'autres ministères ou à l'étranger. Depuis le 1er octobre 2019, ses missions sont reprises par l’Inspection générale de l'Éducation, du sport et de la recherche (IGÉSR).
L'Inspection générale des bibliothèques est régie par l'article R. 241-17 du code de l'éducation.

## Histoire
Le 1er juin 1822, Louis XVIII nomme Charles-Hyacinthe His « inspecteur général des bibliothèques et des dépôts littéraires de la France ». Il semble que cette nomination ait été au moins en partie motivée par la volonté d'écarter l'intéressé, alors chef de la division de la Librairie, de ses fonctions précédentes. His exerce ses fonctions jusqu'en 1848, mais ne semble avoir rédigé qu'un seul rapport.
Dès 1838, un second inspecteur, Ravaisson-Mollien, est nommé avec le titre d'« inspecteur général des bibliothèques publiques de France ».
Un poste d'« inspecteur des bibliothèques des facultés » est confié en 1873 à Henri Baudrillart, avec compétence sur les bibliothèques des lycées.
L'année suivante, le champ de l'inspection est étendu aux bibliothèques populaires. En 1878 sont créés deux postes spécifiques d’« inspecteurs généraux des bibliothèques populaires et scolaires ».
L'inspection des bibliothèques a été jointe à partir de 1884, en vertu du décret du 21 mars, à celle des archives (qui avait été créée en 1853), avec quatre inspecteurs généraux des bibliothèques et des archives. Toutefois le nombre d'inspecteurs est réduit à trois en 1888 puis à deux en 1921.
Si les modalités de recrutement des inspecteurs étaient jusqu'alors peu formalisées, celles-ci sont devenues plus contraignantes lorsque l'inspection générale des bibliothèques et celle des archives ont fusionné. Comme l'illustre l'affaire Pol Neveux, il est désormais implicitement requis qu'un inspecteur soit chartiste. En effet, en 1901, la succession d'Alphonse Passier au poste d'inspecteur général des bibliothèques s'est faite au bénéfice de Neveux contre lequel 5 archivistes-paléographes se sont pourvus auprès du Conseil d'Etat au motif qu'il n'était pas chartiste. Si l'affaire est finalement tranchée en 1903 en faveur de Neveux, cette polémique agit comme un rappel à l'ordre symbolique visant à réaffirmer l'identité des inspecteurs généraux des bibliothèques en tant que groupe professionnel.
Cette situation dure jusqu'en 1945, quand le décret du 13 septembre instaure trois inspecteurs généraux des bibliothèques et de la lecture publique. Le nombre d'inspecteurs passe à quatre en 1969 puis à huit en 1988.
Les inspecteurs généraux ont pendant longtemps constitué un corps distinct de la fonction publique. Avec la réforme de 1992, ce corps a été mis en extinction : les missions d'inspection sont alors confiées à des conservateurs des bibliothèques, ayant atteint au moins le grade de conservateur en chef ou promus conservateurs généraux. De corps d'inspection, l'IGB devient alors service d'inspection, jusqu'à son intégration dans l'inspection générale de l'Éducation, du sport et de la recherche en octobre 2019.
A noter que le corps des inspecteurs généraux des bibliothèques s'est féminisé très tardivement : la première femme inspectrice, Suzanne Delrieu, a été nommée en 1984.

## Organisation
L'IGB comprenait dix inspecteurs généraux dont l'un, désigné par les deux ministres, portait le titre de doyen. L'IGB produisait chaque année un rapport annuel sur son activité, en ligne depuis 1995. Chacun des inspecteurs généraux des bibliothèques était plus spécialement responsable d'une zone géographique.
Au 1er septembre 2012, l'Inspection générale des bibliothèques est ainsi composée : Dominique Arot, doyen - Inspecteurs généraux : Yves Alix, Pierre Carbone, Joëlle Claud, Jean-Luc Gautier-Gentès, Thierry Grognet, Benoît Lecoq, Charles Micol, Hélène Richard, Françoise Legendre.
Au 1er novembre 2016, on trouve : Pierre Carbone (doyen), Olivier Caudron, Joëlle Claud, Isabelle Duquenne, Odile Grandet, Thierry Grognet, Benoît Lecoq, Françoise Legendre, Carole Letrouit, Philippe Marcerou.
Au 15 janvier 2019, on trouve : Benoit Lecoq (doyen), Pierre-Yves Cachard, Olivier Caudron, Joëlle Claud, Isabelle Duquenne, Odile Grandet, Thierry Grognet, Françoise Legendre, Carole Letrouit, Philippe Marcerou.

### Liste des doyens
- 1969-1995 : ?
- 1995-1999 : Denis Pallier
- 2000-2005 : Jean-Luc Gautier-Gentès
- 2006-2010 : Daniel Renoult
- 2010-2015 : Dominique Arot
- 2015-2017 : Pierre Carbone
- 2018- : Benoît Lecoq[9]

## Rôle
Le rôle de l'inspection générale des bibliothèques se divise en trois missions principales.

### Inspection des bibliothèques publiques
Le nom même d'inspection indique que les inspecteurs sont chargés de surveiller et d'évaluer les bibliothèques publiques françaises. Les établissements concernés sont les bibliothèques municipales, les bibliothèques départementales et les bibliothèques universitaires.
L'inspection est parfois demandée respectivement par la commune, par le département ou par l'université dont la bibliothèque dépend, mais peut aussi se faire à l'initiative de l'IGB ou des ministres. Les bibliothèques universitaires sont en principe inspectées avant la conclusion de chaque contrat quadriennal entre l'État et l'université.
Les inspecteurs généraux des bibliothèques peuvent formuler des remarques et suggérer des réformes ; en revanche ils ne disposent pas de pouvoir de sanction.

### Appui à la gestion et à la formation des bibliothécaires
Les personnels des bibliothèques publiques françaises sont gérés par l'administration (ministère, collectivités), mais les inspecteurs généraux des bibliothèques interviennent pour l'aider dans cette tâche. Dans certains cas, ils apparaissent plus neutres et peuvent donc plus facilement arbitrer.
- Les jurys des concours de recrutement des bibliothécaires de tous corps sont généralement présidés par un inspecteur général des bibliothèques. La présidence du jury du concours de conservateur peut revenir toutefois à un enseignant-chercheur, mais dans ce cas un représentant de l'inspection est vice-président[10].
- Les inspecteurs généraux des bibliothèques interviennent dans la formation initiale et continue des bibliothécaires, en particulier de catégorie A (conservateurs et bibliothécaires). Ils peuvent ainsi donner des cours à l'École nationale supérieure des sciences de l'information et des bibliothèques, encadrer des mémoires d'études et évaluer des rapports de stages.
- Les inspecteurs généraux des bibliothèques participent souvent aux commissions chargées de donner des avis sur les bibliothécaires à l'occasion de différents évènements de leur carrière (mutation, changement de position, etc.).
- Les inspecteurs généraux des bibliothèques interviennent parfois comme médiateurs pour résoudre des conflits professionnels dans lesquels des bibliothécaires sont impliqués.
- Ils interviennent également dans la procédure disciplinaire.

### Missions d'étude et de conseil
L'inspection générale des bibliothèques réalise aussi des missions d'étude, d'évaluation, d'expertise, de conseil dans le domaine des bibliothèques publiques. Il le fait, soit de sa propre initiative, soit à la demande des ministres. Ces études peuvent porter sur des sujets variés : le patrimoine écrit, l'intercommunalité et les bibliothèques, l'organisation des bibliothèques universitaires d'Île-de-France ou encore le recrutement et la formation des bibliothécaires.
En outre, les inspecteurs généraux des bibliothèques font partie de conseils d'administration de certains établissements publics ayant une compétence en la matière, qu'il s'agisse de bibliothèques autonomes ou d'établissements d'enseignement supérieur.

## Sources